# Caldwell Esselstyn
Caldwell Blackman Esselstyn (New York, 12 december 1933) is een voormalig Amerikaans roeier. Esselstyn won tijdens de Olympische Zomerspelen van 1956 de gouden medaille in de acht.

## Arts
Esselstyn was chirurg van beroep en diende als dokter tijdens de Vietnamoorlog. In 2007 schreef hij het book "Prevent and Reverse Heart Disease" waarin hij pleit voor een voedingspatroon met weinig dierlijke producten, bewerkte producten en vet. Zijn voedingspatroon kwam aan bod in de documentairefilm Forks over Knives uit 2011 en werd ook aangeraden door de Amerikaanse oud-president Bill Clinton.
Caldwell B. Esselstyn, Jr., behaalde zijn B.A. van Yale University en zijn MD van Western Reserve University. In 1956, toen hij als lid van het zegevierende roeiteam van de Verenigde Staten de nr. 6 roeispaan trok, ontving hij een gouden medaille op de Olympische Spelen. Hij werd opgeleid tot chirurg in de Cleveland Clinic en in het St. George's Hospital in Londen. In 1968 ontving hij als legerchirurg in Vietnam de Bronze Star.
Dr. Esselstyn is sinds 1968 verbonden aan de Cleveland Clinic. Gedurende die tijd was hij voorzitter van de staf en lid van de raad van bestuur. Hij was voorzitter van de Breast Cancer Task Force van de kliniek en leidde de sectie Schildklier- en Bijschildklierchirurgie. Hij is een Fellow van het American College of Cardiology.
In 1991 was Dr. Esselstyn voorzitter van de American Association of Endocrine Surgeons. Datzelfde jaar organiseerde hij de eerste Nationale Conferentie over de uitbanning van coronaire hartziekte, die werd gehouden in Tucson, Arizona. In 1997 was hij voorzitter van een vervolgconferentie, de Summit on Cholesterol and Coronary Disease, waaraan meer dan 500 artsen en gezondheidswerkers in Lake Buena Vista, Florida, deelnamen. In april 2005 werd Dr. Esselstyn de eerste ontvanger van de Benjamin Spock Award for Compassion in Medicine. Hij ontving de Distinguished Alumnus Award van de Cleveland Clinic Alumni Association in 2009. In september 2010 ontving hij de Greater Cleveland Sports Hall of Fame Award. Dr. Esselstyn ontving de 2013 Deerfield Academy Alumni Association Heritage Award ter erkenning van uitstekende prestaties en service, en de 2013 Yale University George H.W. Bush '48 Lifetime of Leadership Award. Dr. Esselstyn heeft ook de 2015 Plantrician Project Luminary Award, de Case Western Reserve University School of Medicine 2016 Distinguished Alumni Award en de American College of Lifestyle Medicine 2016 Lifetime Achievement Award ontvangen.
Zijn wetenschappelijke publicaties tellen meer dan 150, "The Best Doctors in America", 1994-1995, gepubliceerd door Woodward en White, citeert de chirurgische expertise van Dr. Esselstyn in de categorieën van endocriene en borstziekte. In 1995 publiceerde hij zijn benchmark op lange termijn voedingsonderzoek naar het arresteren en omkeren van coronaire hartziekte bij ernstig zieke patiënten. Diezelfde studie werd na 12 jaar bijgewerkt en na twintig jaar herzien in zijn boek Prevent and Reverse Heart Disease, waardoor het een van de langste longitudinale studies in zijn soort is. In juli 2014 meldde hij de ervaring van 198 ernstig zieke deelnemers met hart- en vaatziekten. Gedurende 3,7 jaar follow-up van de 89% die het programma volgde, vermeed 99,4% verdere ernstige cardiale gebeurtenissen.
Dr. Esselstyn en zijn vrouw, Ann Crile Esselstyn, volgen sinds 1984 een plantaardig dieet. Dr. Esselstyn leidt momenteel het cardiovasculaire preventie- en omkeringsprogramma bij The Cleveland Clinic Wellness Institute.

## Resultaten
- Olympische Zomerspelen 1956 in Melbourne  in de acht

1900: Carr & DeBaecke & Exley & Geiger & Hedley & Juvenal & Lockwood & Marsh & Abell ·
1904: Cresser & Gleason & Schell & Flanagan & Armstrong & Lott & Dempsey & Exley & Abell ·
1908: Gladstone & Kelly & Johnstone & Nickalls & Burnell & Sanderson & Etherington-Smith & Bucknall & Maclagan ·
1912: Burgess & Swann & Wormald & Horsfall & Gillan & Garton & Kirby & Fleming & Wells ·
1920: Jacomini & Graves & Jordan & Moore & Sanborn & Johnston & Gallagher & King & Clark ·
1924: Carpenter & Kingsbury & Lindley & Miller & Rockefeller & Sheffield & Spock & Wilson & Stoddard ·
1928: Stalder & Brinck & Frederick & Thompson & Dally & Workman & Caldwell & Donlon & Blessing ·
1932: Salisbury & Blair & Gregg & Dunlap & Jastram & Chandler & Tower & Hall & Graham ·
1936: Morris & Day & Adam & White & McMillin & Hunt & Rantz & Hume & Moch ·
1948: I. Turner & D. Turner & Hardy & Ahlgren & Butler & Brown & Smith & Stack & Purchase ·
1952: Shakespeare & Fields & Dunbar & Murphy & Detweiler & Proctor & Frye & Stevens & Manring ·
1956: Charlton & Wight & Cooke & Beer & Esselstyn & Grimes & Wailes & Morey & Becklean ·
1960: Rulffs & Schröder & F. Schepke & K. Schepke & von Groddeck & Hopp & Bittner & Lenk & Padge ·
1964: J. Amlong & T. Amlong & Budd & Clark & Cwiklinski & Foley & Knecht & Stowe & Zimonyi ·
1968: Meyer & Schreyer & Henning & Hottenrott & Ulbricht & Hirschfelder & Siebert & Ott & Tiersch ·
1972:  Hurt & Veldman & Joyce & Hunter & Wilson & Earl & Coker & Robertson & Dickie ·
1976: Baumgart & Döhn & Klatt & Lück & Wendisch & Kostulski & Karnatz & Prudöhl & Danielowski ·
1980: Krauß & Koppe & Kons & Friedrich & Doberschütz & Karnatz & Dühring & Höing & Ludwig ·
1984: Turner & Neufeld & Evans & Main & Steele & Evans & Crawford & Horn & McMahon ·
1988: Maennig & Möllenkamp & Mellinghaus & Schultz & Wessling & Eichholz & Domian & Rabe & Klein ·
1992: Wallace & Robertson & Forgeron & Barber & Marland & Rascher & Crosby & Porter & Paul ·
1996: Zwolle & Simon & Bartman & Maasdijk & Van der Zwan & Van Steenis & Florijn & Rienks & Duyster ·
2000: Lindsay & Hunt-Davis & Dennis & Attrill & Grubor & West & Scarlett & Trapmore & Douglas ·
2004: Read & Allen & Ahrens & Hansen & Deakin & Beery & Hoopman & Volpenhein & Cipollone ·
2008: Light & Rutledge & Byrnes & Wetzel & Howard & Seiterle & Kreek & Hamilton & Price ·
2012: Adamski & Kuffner & Johannesen & Reinelt & Schmidt & Müller & Mennigen & Wilke & Sauer ·
2016: Durant & Ransley & Triggs Hodge & Gotrel & Reed & Bennett, Langridge & Satch & Hill ·
2020: Mackintosh & Bond & Murray & Brake & Williamson & Wilson & Kirkham & Macdonald & Bosworth ·
2024: Bolding & Carnegie & Gibbs & Ford & Dawson & Elwes & Digby & Rudkin & Brightmore
- Bibsys: 90709799
- Biblioteca Nacional de España: XX5355674
- CiNii: DA03399959
- Gemeinsame Normdatei: 106073656X
- International Standard Name Identifier: 0000 0000 8275 4797
- Library of Congress Control Number: no2014091559
- Nationale Bibliotheek van Letland: 000184666
- Nationale Bibliotheek van Tsjechië: nlk20050172092
- Nederlandse Thesaurus van Auteursnamen: 068181949
- Système universitaire de documentation: 242282067
- Virtual International Authority File: 84880292
- WorldCat: E39PBJpPxPy9Ch7cQ9xXy9dCwC